# 天祖光教
天祖光教（てんそこうきょう）は、日本の宗教団体。
1942年（昭和17年）に「清水真照」こと清水信一が「蔽顔の救主（べいがんのくじゅ）・天降の救世寿（あものくせじゅ）」の名のもとに立教した新宗教である。
聖地を愛知県名古屋市守山区にある天母里（てんぼり）としている。信徒数は最盛期で約5万人。現在は約1万人。「明星天弥勒寿（みょうじょうてんみろくじゅ）」こと清水照子が一世二代教祖になり、2005年（平成17年）には新たに無量海寿光が三代目教主として就任した。

## 教祖
清水信一は幼いころから不思議な霊力を持っていたと伝えられている。13歳のころ福井県にて神隠しにあい、京都の鞍馬山に入山する。当時行者会の長であった松岡日恵に迎えられその地で奥義を開いたとされる。以降、30歳まで国内各地はもとより、朝鮮半島・満州を巡り、天地創造の神「天祖」より世の救いの啓示を受けたと伝えられている。
1958年（昭和33年）、七つの誓願（開運・延命・救霊・除災・安産・謝恩・繁栄）を成就する「日日点灯福寿無量」の救いの道を開顕。1969年（昭和44年）1月10日、霊身の「蔽顔の救世寿」となる。

## 教え

### いづらの神火・とくさの神宝の救い
天降の救世寿が天祖のもとより降臨されたとき、「いづらの神火」と「とくさの神宝」を携えて来たとされる。
「いづらの神火」は、世の善悪を審判する天祖の叡智のこと。
「とくさの神宝」は、人類救済の秘厳（奇跡）を現す天祖の慈愛。罪によって真実を見失った人の心を、真人に切替える愛の恩寵です。
「いづらの神火」と「とくさの神宝」は、現象世界（現世）だけでなく、黄泉の世界（霊界）をも照らし、永遠の「天の光の御国」を出現るとされる。

## 聖典
スフィンクスの声と呼ばれる全体が文語体で書かれている聖典、九輯(きゅうしゅ／くのまき)と十輯(じゅっしゅ／とのまき)がある。
また、歌聖典（うたせいてん）と呼ばれる、教祖が作曲し津川主一編曲による聖歌集がある。
『汝ら、正にスフィンクスの声を聞け、人類（ひとびと）よ、いざ迅速（すみや）かに自覚(めざ)めよ。汝ら、この生に無自覚(めざめず)して迷うは永遠の暗黒なり。汝ら、地獄の門も極楽の門も、即ち今生の中（うち）にあり。
さらば汝ら、今生の道に迷いて徒に来世の安楽を冀うは真に愚かなることなり。
汝ら、後の日に極楽(ハライソ)の門を潜るものとは思う勿れ、今生の道に極楽(ハライソ)の門を開きて、久遠実成の光明（ひかり）の真人となれかし。』

## 活動

### 祭典
主に本部で開かれる祭典は以下の通り。これらの祭りには全国から人が訪れる。
- 元旦祭(1月1日)
- 新年栄顕聖祝祭(本来は1月3日であるが、現在は1月第2日曜日)
- 節分祭(本来は2月3日であるが、現在は2月第2日曜日)
- 春季とくさまつり(本来は5月10日であるが、現在は5月の10日の週の日曜日)
- 斎院聖祭(本来は6月第2日曜日であるが、現在は異なることがある)
- 開闢誕生大祭(本来は8月第1日曜日であるが、現在は異なることがある)
- 点灯大祭(本来は9月第1日曜日であるが、現在は異なることがある)
- 秋季とくさまつり(本来は10月10日であるが、現在は異なることがある)

#### 聖戒
第一聖戒（性の清め）
毎月18日～21日
第二聖戒（食の清め）
毎月5日～10日
※本来は祭典に関わらず決まっていたが、現在は祭典に合わせて変更される。

### 天降の聖歌コンサート
今までで愛知、大阪、和歌山で開催された。2005年（平成17年）には和歌山県東牟婁郡那智勝浦町で開催された。

### 子供練成大会
8月に天母里にて行われる。本来は小学生～中学生までが対象。

本来は修行的要素が強かったが、現在は一般の子供会と同じ形にて運営されている。

### 豆まき
節分祭と呼ばれ、毎年、本部・各支部で行われる。

一般的な「鬼は外」「福は内」の掛け声ではなく、「煎り豆に花咲く時は来にけり」のかけ声と共に豆を撒く。
参加者は「ごもっとも」と答えながら豆を拾う。

## 施設
- 幸福の鈴塔（さちのすずのとう）
- 聖無原罪処（せいむげんざいしょ）
- 水晶宮小戸之真名水（すいしょうぐうおどのまなみず）
- 東谷奇玉宮（とこくにくしたまぐう）

## 年間行事
- 1月
  - 初詣・元旦祭（1日）
  - 新年栄顕聖祝祭（2～3日）
- 2月
  - 節分祭
- 3月
  - 真人青年練成会
- 5月
  - 春季とくさまつり
  - 天母学院入学式
- 6月
  - 斎院聖祭
  - 真人青年全国大会
- 8月
  - 開闢誕生大祭
  - 夏季子供練成大会
- 9月
  - 点灯大祭
- 10月
  - 秋季とくさまつり
- 11月
  - しめ縄行事
- 12月
  - 餅つき行事
  - 救霊大厳行（30～1/3日）

## 支部
- 教会
  - 本部教会(愛知県名古屋市)
  - 生田教会(神奈川県川崎市)
  - 十三教会(大阪府大阪市)
  - 鯖江教会(福井県鯖江市)
  - 敦賀教会(福井県敦賀市)
  - 金沢教会(石川県金沢市)
  - 安宅之関教会(石川県小松市)
  - 三日市教会(富山県黒部市)
  - 経田教会(富山県魚津市)
  - 勝浦教会(和歌山県東牟婁郡那智勝浦町)
  - 古座教会(和歌山県東牟婁郡串本町)
- 宣教所
  - 国分宣教所(大阪府柏原市)
  - 河北宣教所(石川県かほく市)
  - 山中宣教所(石川県加賀市)
  - 富山宣教所(富山県富山市)
  - 田野浦宣教所(福岡県北九州市)

## 参考図書
- 吉田演男『あまつさかえとこはに　蔽顔の救主の御足跡を探ねて』今日の話題社、2011年、ISBN 9784875656036